# Good Girl Gone Bad
Good Girl Gone Bad is het derde studioalbum van de Barbadiaanse zangeres Rihanna, dat in Nederland op 1 juni 2007 uitkwam en in overige regio's op 4 en 5 juni. Op het album werkte de zangeres met producers als Evan Rogers, Christopher Stewart en Timbaland, en met songwriters, waaronder Ne-Yo. Het album bestaat uit uptempo nummers, en ballads. Het album bestaat grotendeels uit door dance en rock beïnvloede nummers.
Het album werd over de hele wereld goed beoordeeld, en alle singles van het album behaalden de top tien van de Nederlandse Top 40, op If I Never See Your Face Again na. De eerste single van het album, getiteld Umbrella, stond in 25 landen op de eerste plek. Don't Stop the Music deed dat in meer dan vijf landen, waaronder Nederland.
Het album is in de Verenigde Staten bekroond met de dubbele platinastatus.

## Opname en productie
Rihanna begon in 2006 met het schrijven van nummers. Samen met haar Def Jam-maatje Ne-Yo, die haar hit Unfaithful had geschreven, scheef ze enkele nummers mee. Uit deze samenwerking ontstond het nummer Hate That I Love You en in 2008 schreef ze met de songwriter ook de single Take a Bow. Daarnaast werkte ze ook met Evan Rogers en Carl Sturken, Sean Garrett en opnieuw met het Noorse productieteam Stargate die haar ook op de vorige albums hielpen. Ook kreeg zij Timbaland aan haar zijde. Tricky Stewart en The-Dream boden haar het nummer Umbrella aan, dat eerder aan Britney Spears, Akon en Mary J. Blige waren aangeboden maar afgewezen. Met het duo schreef ze ook de nummers Breakin' Dishes, Sell Me Candy en Lemme Get That. Rihanna werkte ook met Justin Timberlake, waarmee ze Rehab schreef. Dit nummer werd geproduceerd door Timbaland, die ook Sell Me Candy en Lemme Get That produceerde. De meeste van de tracks nam zij op in de Westlake Recording Studios in Los Angeles, Californië. De opnamen duurden tot februari 2007
In veel interviews werd er gevraagd wat ze met de albumtitel bedoelde. "Bad (slecht) is niet slonzig. Bad heeft zijn eigen betekenis voor elk persoon en in mijn geval betekent het gewoon dat ik een tikje rebellig ben geworden op het album, uit mijn schelp gekropen ben en risico's heb genomen."

## Stijl
Het album gaat qua genre een andere kant op dan de voorgaande albums. Er zitten dancenummers op het album, waaronder Don't Stop the Music, Push Up on Me en Disturbia van de heruitgave, waarmee zij een trend zette. Meer urbanartiesten brachten hierna eurodance-getinte singles uit, waaronder Chris Brown met Forever en Closer van Ne-Yo. Daarnaast gingen enkele nummers nu richting de poprock-kant gegaan, waaronder Umbrella en Shut up and drive. Daarentegen zijn Hate That I Love You, Sell Me Candy en Say It rustige nummers.

## Promotie
Rihanna is ter promotie veel te zien geweest in het Verenigd Koninkrijk. Ze heeft ook drie van haar nieuwe nummers gespeeld tijdens een mini promotieconcert in Preston; Umbrella, Shut Up and Drive en Breakin' Dishes bracht ze daar ten hore. Rihanna was ook op de MTV Movie Awards 2007.

## Singlechronologie
Verenigde Staten, Australië, Verenigd Koninkrijk, Brazilië
1. Umbrella
2. Shut Up and Drive
3. Hate That I Love You
4. Don't Stop the Music
5. Take a Bow
6. If I Never See Your Face Again(met Maroon 5)
7. Disturbia
8. Rehab

Duitsland, Oostenrijk, Frankrijk
1. Umbrella
2. Don't Stop the Music
3. Hate That I Love You
4. Shut Up and Drive
5. Take a Bow
6. If I Never See Your Face Again(met Maroon5)
7. Rehab

Europa en Canada
1. Umbrella
2. Shut Up and Drive
3. Don't Stop the Music
4. Hate That I Love You
5. Take a Bow
6. If I Never See Your Face Again (met Maroon5)
7. Disturbia
8. Rehab

Spanje
1. Umbrella
2. Don't Stop the Music
3. Hate That I Love You (Spaanse versie met David Bisbal)

Latijns-Amerika
1. Umbrella
2. Shut Up and Drive
3. Don't Stop the Music
4. Hate That I Love You (Spaanse versie met David Bisbal)

## Tracklist

### Standaardeditie
1. "Umbrella" (met Jay-Z) (Christopher Stewart, Terius Nash, Thaddis Harrell, Shawn Carter) - 4:35
2. "Push Up on Me" (J.R. Rotem, Makeba Riddick, Lionel Richie, Cynthia Weil) - 3:15
3. "Don't Stop the Music" (Tor Erik Hermansen, Mikkel S. Eriksen, T. Dabney, Michael Jackson) - 4:27
4. "Breakin' Dishes" (Christopher Stewart, Terius Nash)  - 3:20
5. "Shut up and drive" - 3:33 (Evan Rogers, Carl Sturken, Stephen Morris, Peter Hook, Bernard Sumner, Gillian Gilbert)  - 3:33
6. "Hate That I Love You" (met Ne-Yo)(Shaffer Smith, Tor Erik Hermansen, Mikkel S. Eriksen) - 3:39
7. "Say It" - 4:10 (Makeba Riddick, Quaadir Atkinson, Ewart Brown, Clifton Dillon, Lowell Dunbar, Brian Thompson)  - 4:10
8. "Sell Me Candy" - 2:45 (Terius Nash, Makeba Riddick, Timothy Mosley)  - 2:45
9. "Lemme Get That" - 3:41 (Terius Nash, Timothy Mosley, Shawn Carter) - 3:41
10. "Rehab" (met Justin Timberlake) (Justin Timberlake, Timothy Mosley, Hannon Lane)  - 4:54
11. "Question Existing" (Shaffer Smith, Shea Taylor, Shawn Carter) - 4:08
12. "Good Girl Gone Bad" (Shaffer Smith, Tor Erik Hermansen, Mikkel S. Eriksen, Lene Marlin)  - 3:35

### Bonusnummers
1. "Cry" (Internationale bonustrack)
2. "Haunted" (Japanse bonustrack)
3. "Umbrella" (Akoestisch) (iTunes bonustrack)

### Deluxe Editie Remix
1. "Umbrella" (met Jay-Z) (Seamus Haji & Paul Emanuel club remix) - 6:27
2. "Shut Up and Drive" (The Wideboys club remix) - 6:36
3. "Breakin' Dishes" (Soul Seekerz remix) - 6:04
4. "Don't Stop the Music" (The Wideboys club mix) - 6:37
5. "Question Existing" (The Wideboys club mix) - 6:12
6. "Hate That I Love You" (met Ne-Yo) (K-Klassic remix) - 7:41
7. "Push Up on Me" (Moto Blanco club mix) - 6:37
8. "Good Girl Gone Bad" (Soul Seekerz remix) - 6:35
9. "Haunted" (Steve Mac Classic mix) - 6:25
10. "Say It" (Soul Seekerz remix) - 5:48
11. "Cry" (Steve Mac Classic mix) - 7:23
12. "SOS" (Digital Dog remix) - 6:23

De Britse editie bevat een digi-pack bonus-CD met remixen, bestaande uit de standaardeditie en een cd met remixen. Deze versie wordt ook in Australië verkocht.

## Good Girl Gone Bad: Reloaded
Een jaar na de uitgave van het album Good Girl Gone Bad, bracht het label het album opnieuw uit. Deze luxe-editie kreeg de titel Good Girl Gone Bad: Reloaded en bevat naast de standaardeditie met de internationale bonustrack Cry, drie nieuw opgenomen tracks waaronder leadsingle Take a Bow. De tweede single, If I Never See Your Face Again, is een duet met Maroon 5, die ook op de heruitgave van het album It Won't Be Soon Before Long, van de groep staat. De derde single werd Disturbia. De tweede schijf is een dvd met opnames van achter de schermen en vier nummers die live opgevoerd zijn tijdens de Good Girl Gone Bad Tour. Het album werd in twee edities vrijgegeven op 13 juni 2008, tegelijkertijd met de dvd Good Girl Gone Bad Live.

### Tracklist
CD
1. "Umbrella" (met Jay-Z)
2. "Push Up on Me"
3. "Don't Stop the Music"
4. "Breakin' Dishes"
5. "Shut Up and Drive"
6. "Hate That I Love You" (met Ne-Yo)
7. "Say It"
8. "Sell Me Candy"
9. "Lemme Get That"
10. "Rehab" (met Justin Timberlake)
11. "Question Existing"
12. "Good Girl Gone Bad"
13. "Cry"
14. "Disturbia"
15. "Take a Bow"
16. "If I Never See Your Face Again" (met Maroon 5)

DVD
1. "Breakin' Dishes" (live)
2. "Push Up On Me" (live)
3. "Unfaithful" (live)
4. "Hate That I Love You" (live)
5. "5/10 minutes Interview Footage"

## Ontvangst

### Singles
1. De leadsingle van het album, Umbrella, ging mee in de tradities van de eerdere leadsingles. Het nummer kwam in week 24 de Amerikaanse Billboard Hot 100 binnen op downloads en airplay alleen. Platenmaatschappij Def Jam wachtte toen tot de tijd rijp was om de single fysiek uit te brengen, wat leidde tot de nummer 1 positie in de Billboard Hot 100. In de Britse UK Singles Chart kwam Umbrella vanuit het niets binnen op #1. In de Nederlandse Top 40 kwam het nummer tot plaats 2. In 27 landen behaalde de single de toppositie en het wereldwijd succesvolste nummer uit 2007.[3]
2. De tweede single "Shut Up and Drive" deed het minder goed maar haalde toch de top 5 in een paar landen, waaronder Nederland.
3. Als derde single kreeg Europa, op het Verenigd Koninkrijk na, Don't Stop the Music voorgeschoteld en de rest van de wereld kreeg Hate That I Love You. Don't Stop the Music presteerde beter dan Shut Up and Drive. Het bezette de eerste positie in tien landen, waaronder Nederland en België, waar het in Vlaanderen zelfs acht weken op nummer 1 stond. Ook deed het nummer goed als de vierde single in de Verenigde Staten en het Verenigd Koninkrijk met respectievelijk de derde en vierde plaats.
4. Hate That I Love You was de vierde single in Europa. Ondanks de hoge verwachtingen (het is een samenwerking is tussen twee aanzienlijke R&B-artiesten) sloeg deze duet met Ne-Yo middelmatig aan. Net als in de Verenigde Staten, behaalde het de zevende plaats in de Top 40.
5. Take a Bow was de leadsingle van de heruitgave. Twee weken na verschijning kwam het nummer zowel in de Verenigde Staten als in het Verenigd Koninkrijk terecht op de eerste plaats. In Nederland heeft het nummer ook de top 3 gehaald.
6. If I Never See Your Face Again met Maroon 5 werd enkele weken na Take a Bow uitgebracht. In Nederland stond het nummer achttien weken in de Nederlandse Top 40.
7. Disturbia is de derde single van de opnieuw uitgebrachte versie en de zevende single van het album. Het nummer behaalde redelijke successen in de hitlijsten en bereikte in ruim achttien landen de top 10, waaronder Nederland.
8. Rehab werd de achtste en de laatste single van het album. In plaats van de zesde single, Take a Bow, zou oorspronkelijk Breakin' Dishes worden uitgebracht. Maar door de heruitgave werd dit naar achteren verschoven, na de verschijning van If I Never See You Again en Disturbia. Uiteindelijk besloot de maatschappij toch Rehab uit te brengen. Het piekte op nummer drie in Nederland.

### Hitnoteringen in Nederland en Vlaanderen
| Single met eventuele hitnotering(en) in de Nederlandse Top 40 | Datum van verschijnen | Datum van binnenkomst | Hoogste positie | Aantal weken | Opmerkingen                                              |
| ------------------------------------------------------------- | --------------------- | --------------------- | --------------- | ------------ | -------------------------------------------------------- |
| Umbrella                                                      | 20-05-2007            | 26-05-2007            | 2               | 19           | met Jay-Z / Nummer 2 in de Single Top 100 / Alarmschijf  |
| Shut up and drive                                             | 12-08-2007            | 01-09-2007            | 5               | 12           | Nr. 7 in de Single Top 100 / Alarmschijf                 |
| Don't Stop the Music                                          | 15-10-2007            | 10-11-2007            | 1(2wk)          | 20           | Nr. 1 in de Single Top 100 / Alarmschijf                 |
| Hate That I Love You                                          | 28-01-2008            | 23-02-2008            | 7               | 12           | met Ne-Yo / Nr. 22 in de Single Top 100 / Alarmschijf    |
| Take a Bow                                                    | 09-05-2008            | 07-06-2008            | 3               | 15           | Nr. 10 in de Single Top 100 / Alarmschijf                |
| If I Never See Your Face Again                                | 04-06-2008            | 07-06-2008            | 11              | 18           | met Maroon 5 / Nr. 20 in de Single Top 100 / Alarmschijf |
| Disturbia                                                     | 26-09-2008            | 23-08-2008            | 10              | 17           | Nr. 12 in de Single Top 100 / Alarmschijf                |
| Rehab                                                         | 23-12-2008            | 27-12-2008            | 3               | 12           | Alarmschijf                                              |

| Single met hitnotering(en) in de Vlaamse Ultratop 50 | Datum van verschijnen | Datum van binnenkomst | Hoogste positie | Aantal weken | Opmerkingen                                          |
| ---------------------------------------------------- | --------------------- | --------------------- | --------------- | ------------ | ---------------------------------------------------- |
| Umbrella                                             | 2007                  | 02-06-2007            | 1(3wk)          | 33           | met Jay-Z / Nummer 21 in de Radio 2 Top 30 / Platina |
| Shut Up and Drive                                    | 2007                  | 15-09-2007            | 9               | 13           |                                                      |
| Don't Stop the Music                                 | 2007                  | 13-10-2007            | 1(8wk)          | 32           | Nummer 1 in de Radio 2 Top 30 / Platina              |
| Hate That I Love You                                 | 2008                  | 12-04-2008            | 23              | 8            | met Ne-Yo / Nr. 12 in de Radio 2 Top 30              |
| Take a Bow                                           | 2008                  | 28-06-2008            | 13              | 16           | Nr. 13 in de Radio 2 Top 30                          |
| Disturbia                                            | 2008                  | 30-08-2008            | 1(1wk)          | 21           | Nr. 2 in de Radio 2 Top 30 / Goud                    |
| If I Never See Your Face Again                       | 2008                  | 20-12-2008            | tip18           | -            | met Maroon 5                                         |
| Rehab                                                | 2008                  | 20-12-2008            | tip14           | -            |                                                      |

### Album
| Land                | Piek | Certificatie | Verkoopaantallen |
| ------------------- | ---- | ------------ | ---------------- |
| Australië           | 2    | 3× platina   | 210 duizend      |
| Brazilië            | 1    | platina      | 100 duizend      |
| Canada              | 1    | 3× platina   | 300 duizend      |
| Denemarken          | 2    | platina      | 30 duizend       |
| Duitsland           | 4    | 2× platina   | 400 duizend      |
| Finland             | 7    | goud         | 10 duizend       |
| Frankrijk           | 8    | —            | —                |
| Griekenland         | 2    | goud         | 15 duizend       |
| Hongarije           | 1    | platina      | 15 duizend       |
| Ierland             | 1    | 3× platina   | 45 duizend       |
| Italië              | 21   | 2x platina   | 140 duizend      |
| Japan               | 1    | goud         | 100 duizend      |
| Mexico              | 1    | goud         | 50 duizend       |
| Nederland           | 20   | Platina      | 10 duizend       |
| Nieuw-Zeeland       | 4    | platina      | 15 duizend       |
| Noorwegen           | 3    | —            | —                |
| Polen               | 3    | platina      | 20 duizend       |
| Portugal            | 24   | goud         | 10 duizend       |
| Oostenrijk          | 3    | platina      | 20 duizend       |
| Taiwan              | 1    | —            | —                |
| Tsjechië            | 1    | —            | —                |
| Rusland             | 1    | 5× platina   | 100 duizend      |
| Spanje              | 9    | 2x platina   | 160 duizend      |
| Verenigde Staten    | 2    | 2× platina   | 2 miljoen        |
| Verenigd Koninkrijk | 1    | 4× platina   | 1,2 duizend      |
| Vlaanderen          | 9    | platina      | 25 duizend       |
| Zwitserland         | 1    | 2x platina   | 40 duizend       |

## Medewerkers
- Vocalen: Rihanna, Jay-Z, Ne-Yo, Adam Levine
- Achtergrondvocalen: Rihanna, Evan Rogers, Terius "The-Dream" Nash, Justin Timberlake, Andre Merritt, Chris Brown
- Schrijvers: Terius "The-Dream" Nash, Christopher "Tricky" Stewart, J.R. Rotem, Lionel Richie, Makeba Riddick, Michael Jackson, Shaffer "Ne-Yo" Smith, Mikkel Eriksen & Tor Erik Hermansen, Tawanna Dabney, Bernard Summer, Gillian Gilbert, Peter Hook, Brian Thompson, Clifton Dillon, Ewart Brown, Neo Da Matrix, Sly Dunbar, Timothy "Timbaland" Mosley, Shawn "Jay-Z" Carter, Hannon Lane, Justin Timberlake, Robert Allen, Brian Seals, Andre Merritt
- Mixer: Manny Marroquin, Phil Tan, Josh Houghkirk, Josh Houghkirk, Roy Matthews, Al Hemberger, Kevin "KD" Davis, Demacio "Demo" Castellon, Carlos Oyanedel, Mark Endert, Doug Johnson
- Technicus: Jeff Pelletier, Phillip Ramos, Tim Sturges, Ricardo "Slick" Hinkson, Deepu Panjwani, Marcos Tovar, Shane "Bermuda" Woodley, Marcos Tovar, Josh Houghkirk
- Stemproductie: Shaffer "Ne-Yo" Smith, Terius "The-Dream" Nash, Kuk Harrell
- Producer: Terius "The-Dream" Nash, J.R. Rotem, Evan Rogers, Carl Sturken, Mikkel Eriksen & Tor Erik Hermansen, Neo Da Matrix, Timbaland, Shea Taylor, Brian Kennedy
- Instrumentatie: Christopher "Tricky" Stewart, Kuk Harrell, J. R. Rotem, Mikkel Eriksen & Tor Erik Hermansen, Carl Sturken, Espen Lind, Ed Calle, Dana Teboe, John Kricker, Augie Haas, Doug Michels, Matt White, Rodrigo Gallardo, Dan Satterwhite, Hannon Lane, Stevie Blackie, Amund Bjorklund* Jon Marius Aareskjold